# タールタン高地
タールタン高地（Tahltan Highland）とは、北アメリカ大陸北西部に存在する山がちな場所（海岸山地）の一部であり、そのうち標高の比較的低い部分である。

## 概要

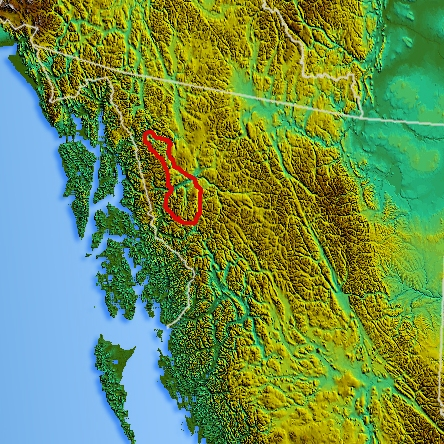
タールタン高地のおおよその位置を示した地図。

タールタン高地は、北緯57度59分、西経130度30分付近に位置しており、この場所はカナダのブリティッシュコロンビア州に属している。ただし、アメリカ合衆国との国境となっている山並みのすぐ東という、アラスカ州に近い、ブリティッシュコロンビア州の北西部に当たる。
この高地は、北端部にインクリン川（Inklin River、北緯58度54分付近を流れる）、東端部にシースレイ川（Sheslay River、西経132度06分付近を流れる）とリトルトゥーヤ川（Little Tuya River）とが流れている。またタールタン高地の南部にはスティカイン川が流れていて、この高地を分断している。このスティカイン川は大きな渓谷を形成しており、この部分はアメリカ合衆国のコロラド州に存在するグランド・キャニオンに喩えられる（詳しくは、Grand Canyon of the Stikineを参照）。なお、この渓谷付近にはエジーザ山（Mt. Edziza）やザゴデスチノ断層地塊（Zagoddethchino massif）が存在する。